# Armeau
Armeau je francouzská obec v departementu Yonne v regionu Burgundsko-Franche-Comté. V roce 2011 zde žilo 764 obyvatel. Je centrem kantonu Saint-Julien-du-Sault.

## Sousední obce
Dixmont, Saint-Julien-du-Sault, Villeneuve-sur-Yonne, Villevallier

## Vývoj počtu obyvatel
Počet obyvatel 